# 巴亚尔格
巴亚尔格（法語：Baillargues，法語發音：[bajaʁɡ] ⓘ），法国南部城市，奥克西塔尼大区埃罗省的一个市镇，隶属于蒙彼利埃区，其市镇面积为7.68平方公里，2022年1月1日时人口数量为7,793人，在法国城市中排名第1,375位。
巴亚尔格位于埃罗省东部，蒙彼利埃市区东侧，塔拉斯孔—塞特铁路和多条公路在此交汇。

## 地名来源

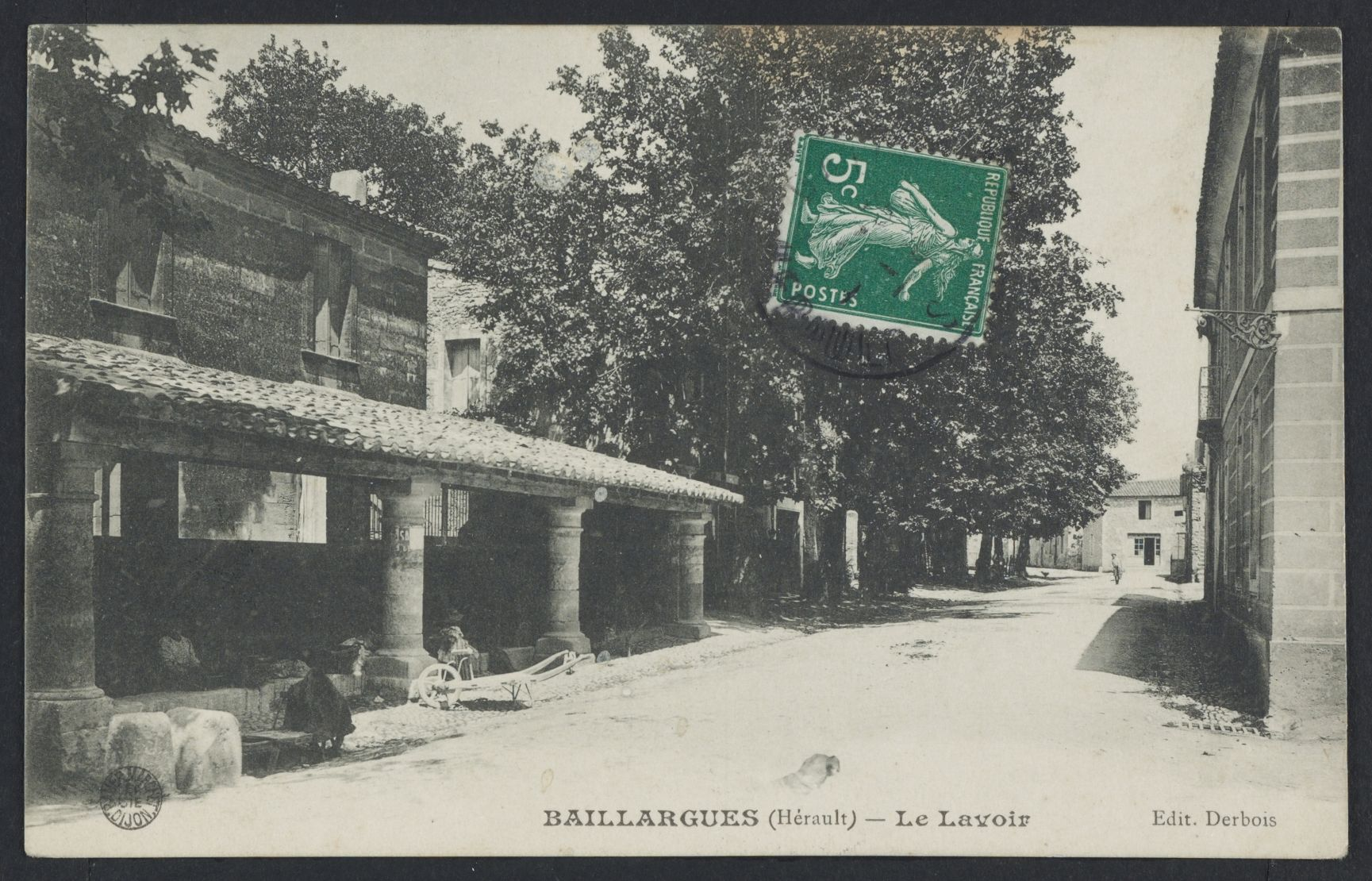
19世纪末至20世纪初的巴亚尔格

巴亚尔格的地名来源尚存在争议，根据当地官方网站的论述，“Baillargues”一名可能出自“Ballianicum”，来源于人名“Ballius”；亦可能转写自拉丁语单词“balanus”，意为“橡树”。
巴亚尔格所处区域历史上曾通行朗格多克方言，“Baillargues”在奥克语维基百科中对应的拼写为“Balhargues”，在同语言的Openstreetmap中则被标记为“Balhargas”。

## 历史
巴亚尔格的早期历史尚不清楚。根据当地官方网站的论述，巴亚尔格早在古典时期就已出现人类活动，彼时一条顺着地中海沿岸延伸的道路由此通过。中世纪时，巴亚尔格长期为一处普通农业聚落。法国大革命后，巴亚尔格成为埃罗省的一个市镇。1790至1794年间，科隆比耶（Colombiers）整体并入巴亚尔格，此后当地的官方名称曾变更为“Baillargues-et-Colombiers”，后于1908年再次简化为“Baillargues”。工业革命期间，途径巴亚尔格的塔拉斯孔—塞特铁路建成通车，此后得益于交通的发展，巴亚尔格附近出现了大片葡萄酒种植园。1907年，因不满税收政策，巴亚尔格及其所处的朗格多克产区的葡萄酒种植户爆发大规模抗议。20世纪末，随着蒙彼利埃的城市扩张及通勤列车的开行，巴亚尔格人口数量有所增加，当地兴建了多处新式居民建筑。

## 地理

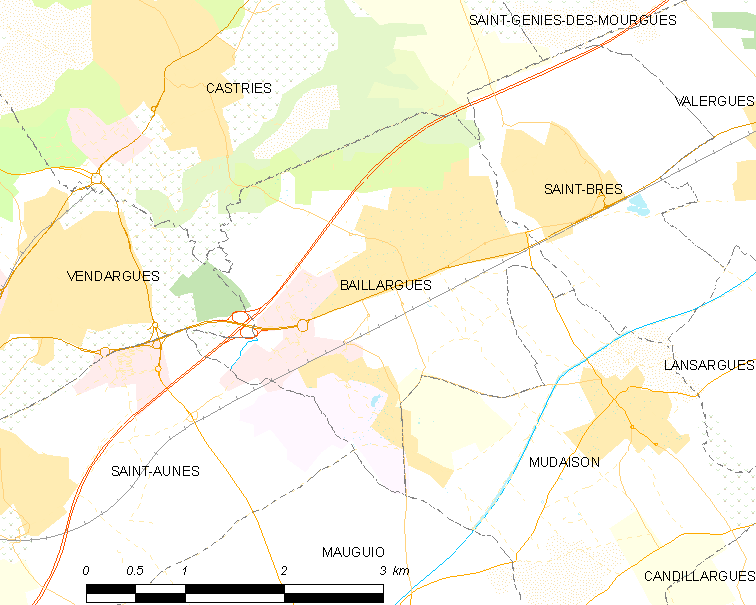
巴亚尔格市镇范围地图

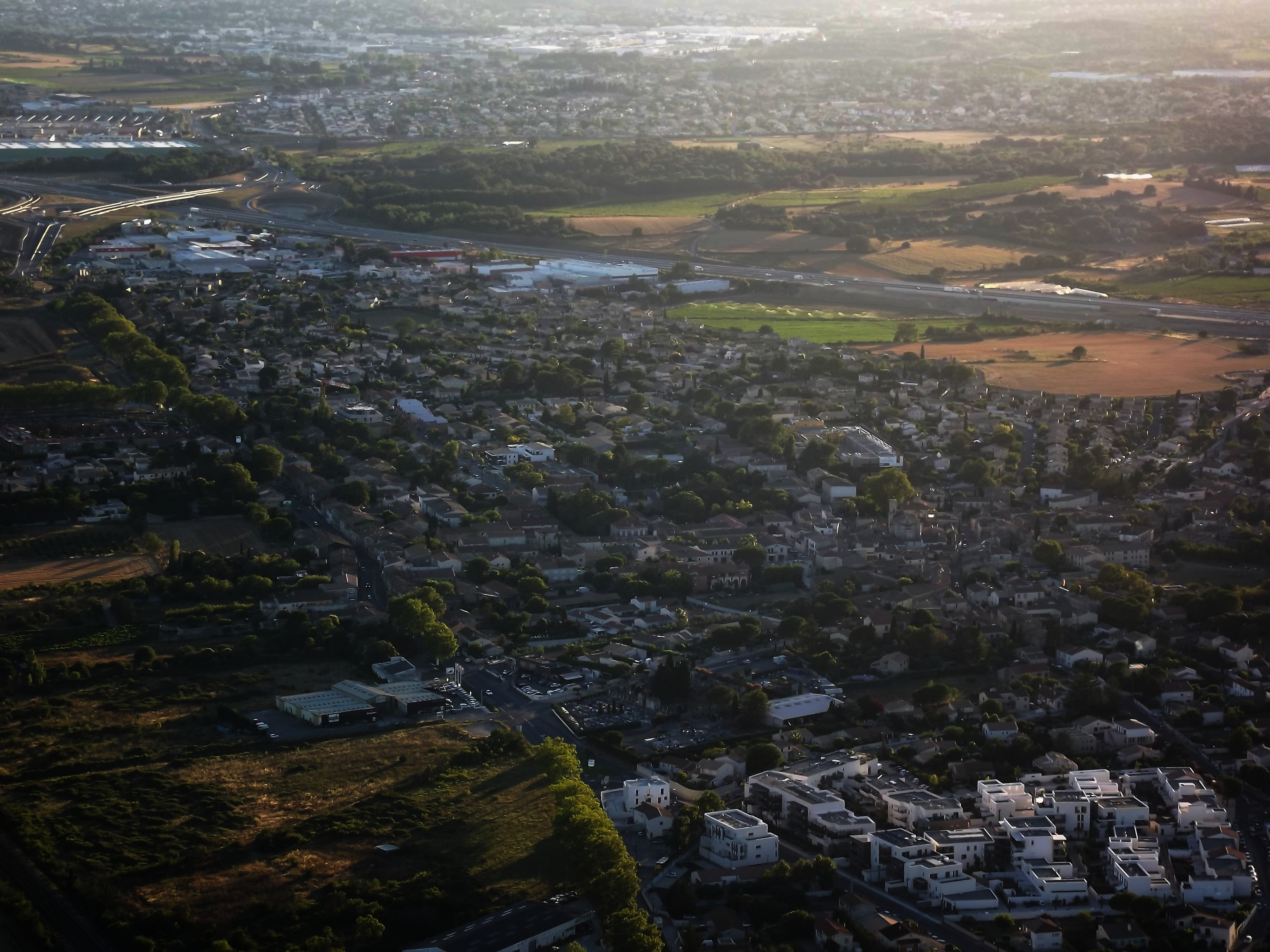
航拍巴亚尔格

巴亚尔格位于法国南部，奥克西塔尼大区东部和埃罗省东部，距离省会蒙彼利埃大约13公里。与巴亚尔格接壤的市镇包括：卡斯特里、莫吉奥、米代松、圣欧内斯、圣布雷斯和旺达尔格。

### 地形
巴亚尔格位于朗格多克平原腹地，境内以平原为主，市镇中心地势较为平坦，整体地势自南向北略有抬升，全境海拔在13到57米之间。

### 水文
埃斯克拉菲杜河（L'Esclafidou）和卡杜勒河均自北向南，分别流经巴亚尔格市镇的东界和西界。

### 植被
巴亚尔格属于亚热带常绿硬叶林区，林地多分布于市镇范围北侧，此外当地还有多处葡萄酒种植园。
在鲜花城市的评比中，巴亚尔格暂未被评级。

### 气候
巴亚尔格在柯本气候分类法中属于地中海气候（Csb）。

## 行政区划
巴亚尔格的市镇编号为34022，邮政编号为34670。
在行政管理方面，巴亚尔格隶属于法国奥克西塔尼大区埃罗省蒙彼利埃区；在地方选举方面，巴亚尔格隶属于勒克雷斯县，其市镇范围全境被划入埃罗省第三选区；在社会管理方面，巴亚尔格是蒙彼利埃地中海都会区的组成部分。
截至2024年8月，巴亚尔格市镇范围内暂无任何城市敏感街区及城市政策优先街区。
法国国家统计与经济研究所（简称“INSEE”）在进行数据统计时，未将巴亚尔格划入任何城市核心区（Unité urbaine），将包括巴亚尔格在内的周边共115个市镇划为蒙彼利埃城市区。自2020年起，蒙彼利埃城市区被包含161个市镇的蒙彼利埃城市辐射区代替。此外，INSEE还将巴亚尔格市镇分为了3个“块区”（IRIS），以便于统计人口分布情况。

## 交通

### 公路
A9和A709两条高速公路平行经过市镇范围西北部，另有法国国道N113线和埃罗省省道D26线、D26E1线、D106线、D106E2线和D线在巴亚尔格境内交汇。奥克西塔尼大区公共交通（商业名称为“liO”）下属的城际客运601线经停巴亚尔格，可通往卡斯泰尔诺勒莱兹、吕内勒、马西亚格等地。
2020年，87.2%的巴亚尔格家庭拥有至少一辆私人汽车。2022年，巴亚尔格境内共发生各类交通事故3起，造成3人受伤。
| 28 | 2 |

| 蒙彼利埃 | 15 |

| 索米耶尔 | 18 |

| 吕内勒 | 11 |

### 铁路

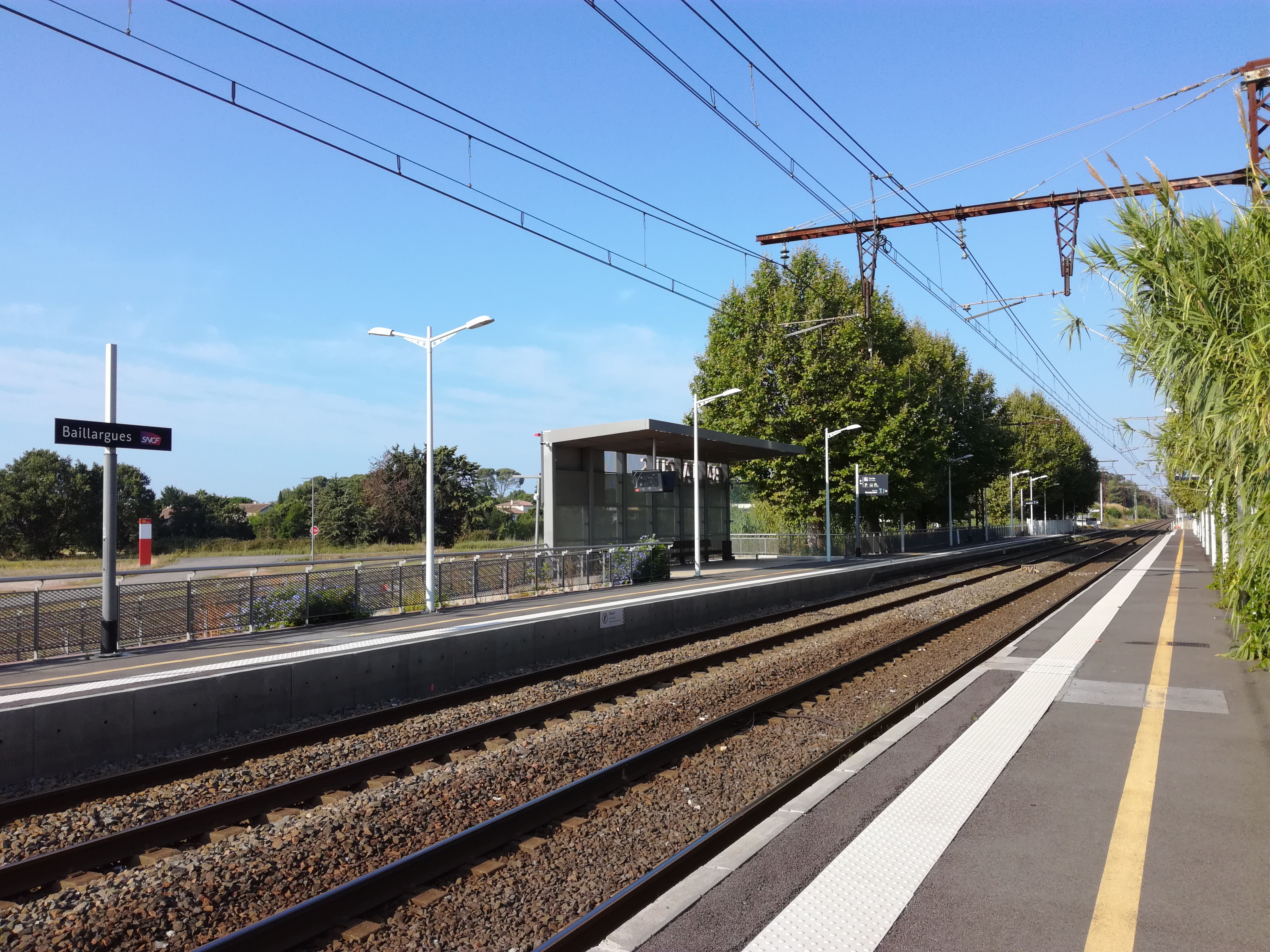
巴亚尔格火车站内的股道

巴亚尔格位于塔拉斯孔—塞特铁路上。巴亚尔格站位于市区南部，停靠往返于阿维尼翁和纳博讷一线的区域列车，部分班次可直通马赛、图卢兹及塞贝尔。

### 航空
巴亚尔格距离蒙彼利埃机场的公路里程大约14公里。

### 城市公共交通
巴亚尔格是蒙彼利埃城市公共交通（商业名称为“TaM”）的服务覆盖范围。截至2024年8月，该系统共包括四条有轨电车线路和数十条各类公交线路，其中公交21路、27路和31路经过巴亚尔格市区。

## 政治
巴亚尔格的现任市长为让-吕克·梅索尼耶先生（Jean-Luc MEISSONNIER），他是一名右翼无党派人士，在2020年的市政选举中获得了100.00%的支持率（无其他候选人）。
在2022年的法国总统大选的第二轮选举中，法国第25任总统埃马纽埃尔·马克龙在巴亚尔格获得了55.21%的支持率。

## 人口
2021年，巴亚尔格市镇人口数量为7,735，在法国排名第1,375位。其中男性3,748人，女性3,852人，75岁及以上人口占7.0%，外籍人口数量为298人，人口密度为1,007人/平方公里，当地居民被称为（男性）或（女性）。2022年，巴亚尔格境内出生93人，死亡人口71人。
| 巴亚尔格1901年－2021年人口变化情况 |
|                                    |
| 数据来源：Cassini、INSEE           |

## 经济
截至2024年8月，巴亚尔格市镇范围内共有各类用人单位（包含自雇）1,828家，平均历史为14年，其中98.45%为中小型企业（PME），2024年6月至8月间，当地的经济活力指数为0。（公路建设管理）、（暖通安装）及（印刷）是当地2022年已公布营业额最高的三个企业，分别为118,056,141欧元、31,147,252欧元和17,614,472欧元。

## 财政与居民收入
2022年，巴亚尔格的财政收入总额为9,368,490欧元，财政支出总额为8,572,940欧元，当年的债务总额为7,941,180欧元。2022年，巴亚尔格市镇通过增值税获得215,180欧元的收入，此外当地还共获得了766,470欧元的国家直接财政补助。
| 巴亚尔格居民收入情况                             | 巴亚尔格居民收入情况 | 巴亚尔格居民收入情况  | 巴亚尔格居民收入情况 |
| 内容                                             | 巴亚尔格             | 法国                  | 统计年份             |
| ------------------------------------------------ | -------------------- | --------------------- | -------------------- |
| 征税家庭总数                                     | 3,244                | 1,081（法国市镇平均） | 2022年               |
| 居民平均月收入                                   | 2,962欧元            | 2,435欧元             | 2022年               |
| 高级职员人均月收入                               | 4,298欧元            | 4,331欧元             | 2021年               |
| 中级职员人均月收入                               | 3,334欧元            | 2,470欧元             | 2021年               |
| 普通职员人均月收入                               | 1,852欧元            | 1,801欧元             | 2021年               |
| 贫困率                                           | 10%                  | 14.5%                 | 2020年               |
| 青壮年（15至64岁）失业率                         | 10.3%                | 7.4%                  | 2020年               |
| 征税家庭数量占比                                 | 52.2%                | 45.5%                 | 2020年               |
| 家庭年均纳税                                     | 4,941欧元            | 4,393欧元             | 2022年               |
| 资料来源：INSEE、L'Internaute、Le Journal du Net |                      |                       |                      |

## 社会事务

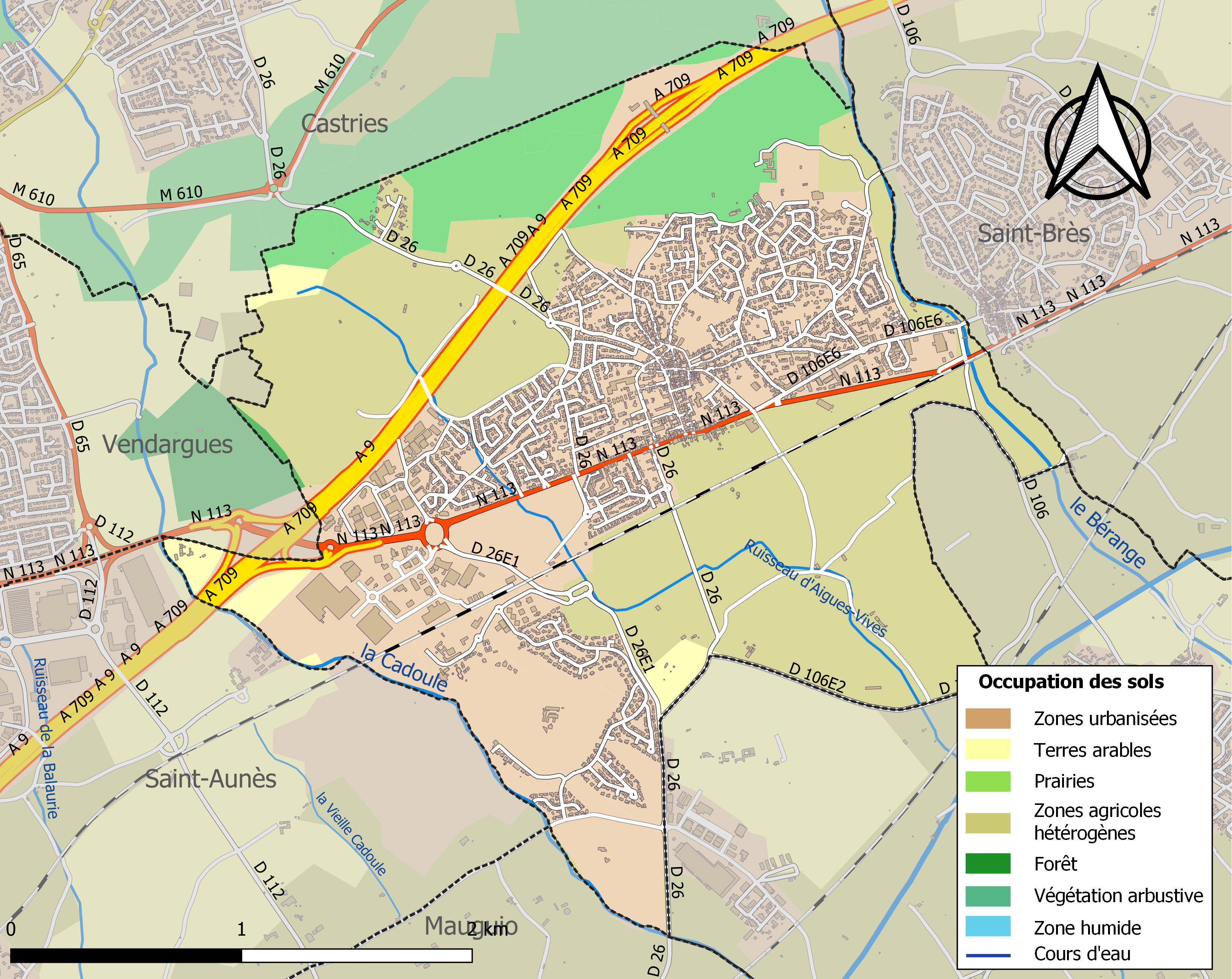
巴亚尔格土地利用情况地图

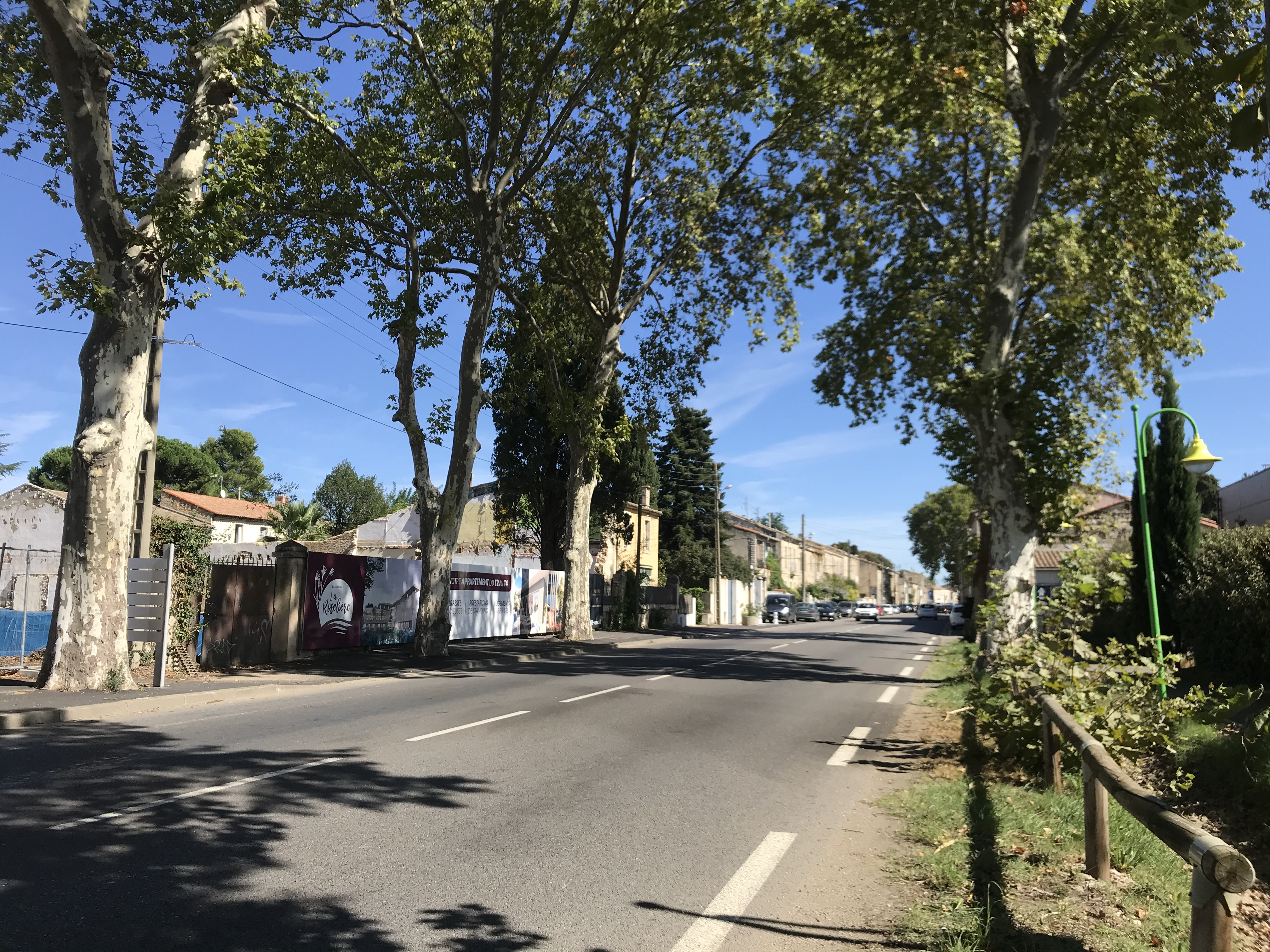
科隆比耶街

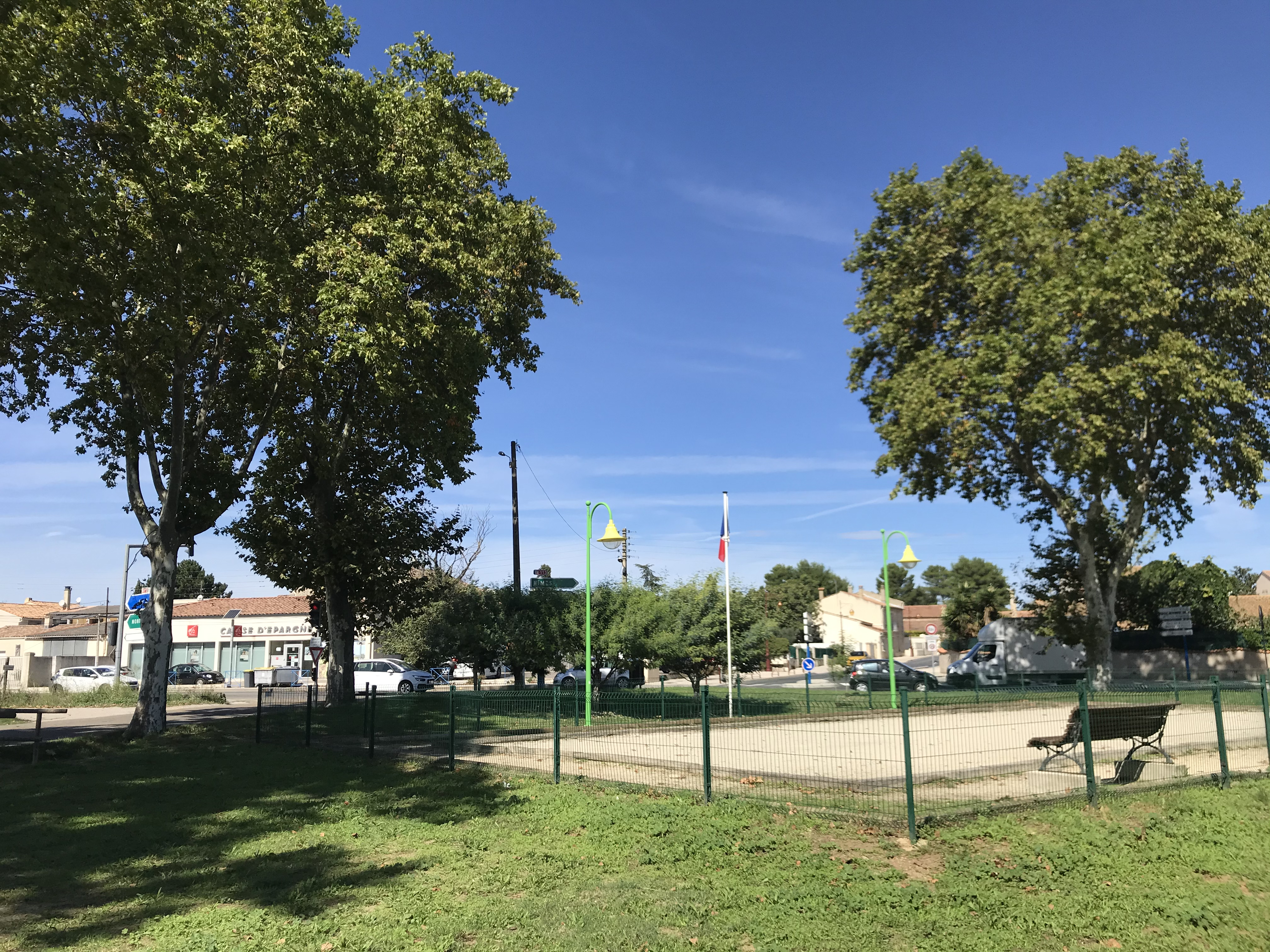
一处街心花园

### 教育
巴亚尔格属于蒙彼利埃学区。截至2021年1月1日，巴亚尔格境内共有1所幼儿园、2所小学、1所初级中学和1所普通高中。2022至2023学年度，巴亚尔格境内共有在校中等教育阶段学生566名。

### 医疗
截至2021年1月1日，巴亚尔格境内共有全科医生7名、保健师31名、牙医8名、护士12名、耳科医生1名、皮肤科医生1名和助产士2名。境内共有药房2家、养老院1家、残疾人帮扶中心0家。
距离巴亚尔格最近的区域性医疗机构为蒙彼利埃大学中心医院，后者也是法国的一个大学教学医院，其主病区拉佩罗尼医院（Hôpital Lapeyronie）位于蒙彼利埃市区西北部，距离巴亚尔格市区的正常车程大约22分钟，该院设有床位531个，是埃罗省规模最大的公立综合性医院。

### 住房
2020年，巴亚尔格境内共有各类住房3,623套，其中68.1%为独立式住宅，31.7%为集中式住宅。常住房屋占巴亚尔格市镇范围内居民建筑总量的91.8%。
在住房保障政策方面，2022年，巴亚尔格境内共有539户家庭获得了住房经济补助，受益人数占总人口数量的7.0%，其中521份为房租补助。

### 商业
2021年，巴亚尔格境内共有各类实体商铺216家，其中餐厅26家、大型超市1家、杂货店4家、面包房4家、肉铺1家、银行门店2家、美容美发店13家、汽车维修店18家。巴亚尔格镇中心西部建有一家Intermarché超市。

### 体育
2021年，巴亚尔格境内共有20处网球场、1处足球或橄榄球场、1处篮球或排球场以及1处高尔夫球场。
截至2024年8月，巴亚尔格-圣布雷斯足球俱乐部（Baillargues - Saint-Brès Foot，编号553143）是巴亚尔格境内唯一的一家注册足球俱乐部，其主队2024至2025赛季参加奥克西塔尼大区足球联赛丙组（法国第八级别），其主场为罗歇·邦比克综合体育中心（Complexe sportif Roger Bambuck）。

### 环境
巴亚尔格的环境事务由其所属的蒙彼利埃地中海都会区联合各级政府协调负责。2021年，巴亚尔格境内共有1家污染企业。

### 治安
巴亚尔格及其附近的共29个市镇是吕内勒国家宪兵队（zone gendarmerie de Lunel）的管辖范围。2020年，该宪兵队累计记录各类案件6,924起，其中盗窃类案件3,852起，经济类案件814起，毒品交易类案件756起。

## 文化

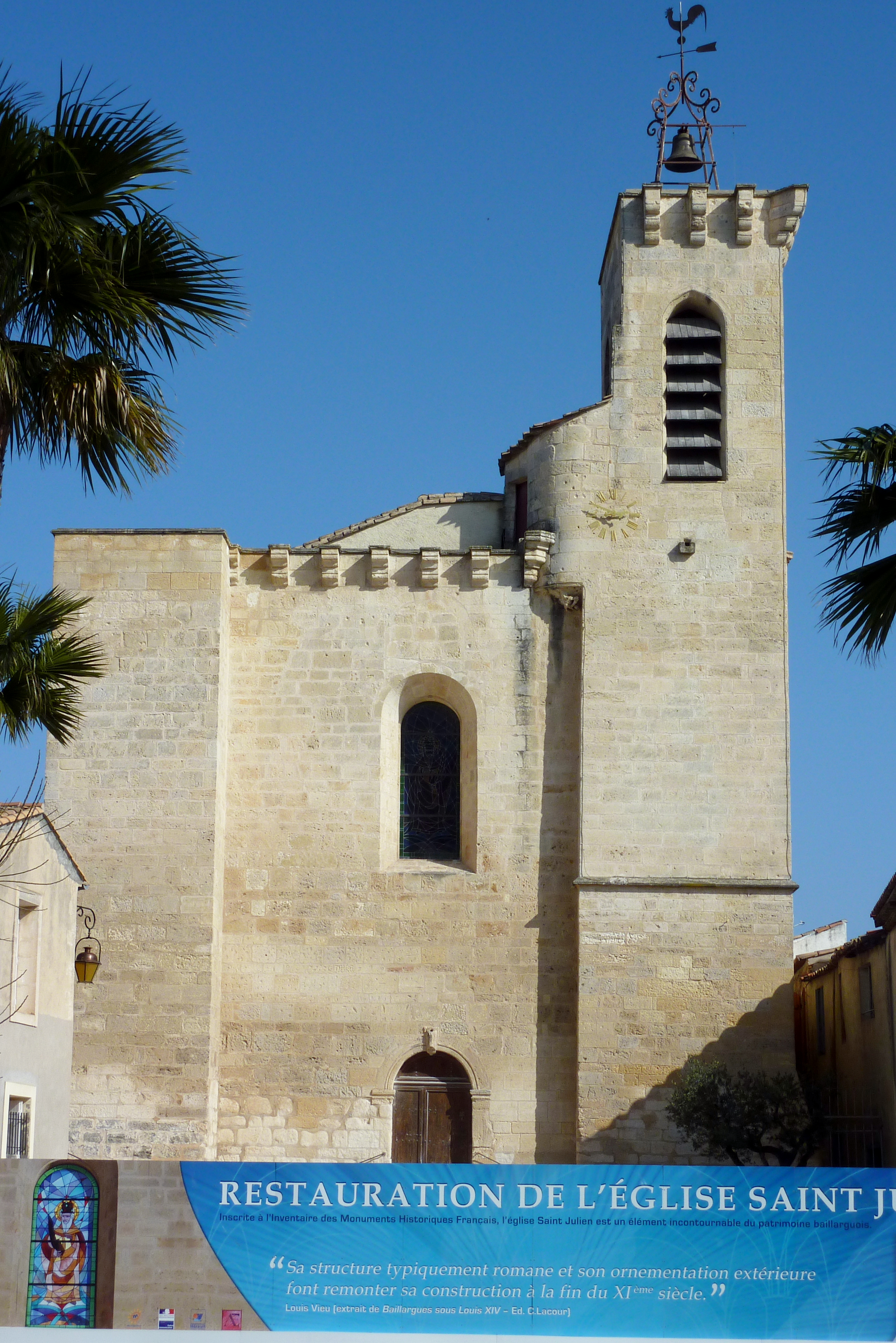
圣朱利安教堂

2021年，巴亚尔格境内暂无任何文化设施。巴亚尔格境内建有让·马特多媒体中心（Médiathèque Jean Matte），除周日和法定节假日外全年向公众开放。

### 建筑
巴亚尔格境内有多处历史建筑，其中圣朱利安教堂（Église Saint-Julien de Baillargues）是法国国家文物保护单位。

### 旅游
巴亚尔格的旅游事务由其所属的蒙彼利埃地中海都会区联合各级政府协调负责。2023年，巴亚尔格境内共有1家酒店共计49间房间。

### 媒体
法国主要的媒体均可在巴亚尔格接收，法国电视三台下属的奥克西塔尼大区频道在部分时段播出巴亚尔格所在埃罗省的地方新闻。奥克西塔尼蒙彼利埃电视台、《自由南部》、蓝色法兰西埃罗广播等是当地主要的地方性媒体。

## 友好城市
截至2024年8月，巴亚尔格共与一座城市建立了友好城市关系：
- 西班牙 罗卡福特